# K-Verbände
K-Verbände (нем. Соединение «К») — соединение специального назначения в составе Военно-морского флота нацистской Германии, предназначенное для ведения диверсионных и штурмовых операций в водных объектах и прибрежной зоне. Полное название соединения: Kleinkampfverbände der Kriegsmarine (с нем. — «Малые боевые единицы Военно-морского флота; Подразделение малых боевых сил Военно-морского флота»). В состав соединения входили подразделения взрывающихся и торпедных катеров, лодок-малюток, человекоуправляемых торпед и боевых пловцов.

## История создания
Немецкое командование военно-морскими силами во время Второй мировой войны долгое время скептически относилось к использованию малых боевых групп. Это было связано как с немецкой концепцией войны на море, так и с успехами Германии в войне.
Первые проекты человекоуправляемых торпед, основанные на применявшихся в Первую мировую войну итальянских торпедах Mignatta (с итал. — «Пиявка»), были представлены руководству рейхсмарине в 1929 году, но они были отклонены в связи с ограничениями, наложенными на Германию условиями Версальского договора. Начиная с 1938 года в командование кригсмарине поступило ещё несколько проектов, но они также не были реализованы. В октябре 1941 года профессор Драгер из компании Drägerwerk предложил проект малой подводной лодки, водоизмещением 120 тонн. Он полагал, что такая лодка могла бы иметь применение в прибрежных водах Средиземноморья и Британии, а также использоваться для обороны прибрежной линии оккупированной Европы. Однако, на тот момент планы высадки союзников не рассматривались всерьёз, а по поводу возможностей наступательных действий государственный советник Рудольф Блом 22 января 1942 года заявил, что:
Даже если мини-подлодки могут быть доведены до пика технических требований, мы не сможем их рассматривать как соответствующие оперативным целям, потому что две торпеды это слишком маленькое вооружение и потому что неблагоприятные погодные условия в виде сильного волнения не позволят надлежащим образом использовать такой тип судов в ходе операций. Более того, недостаточен радиус действия, имея в виду увеличившиеся расстояния, в которых нам приходится вести войну.
Оригинальный текст (англ.)Even if the small U-Boat can be brought to the point of fulfilling technical requirements, we cannot regard it as adequate for operational purposes because, carrying only two torpedo’s, it has a minimal armament and because in adverse weather conditions heavy seas do not allow such vessels to be used adequately in operations. Furthermore the radius of operation, in the light of increasing distances over which we are having to wage war, is insufficient. 
Летом 1942 года инженер Адольф Шнеевайсе вновь выдвинул предложение об использовании сверхмалых подводных лодок, водоизмещением около 10 тонн и вооружённых двумя-тремя торпедами. По его замыслу три-четыре таких лодки могли быть погружены на одну большую подводную лодку и затем эффективно использоваться в борьбе с конвоями союзников. И это предложение тоже было отвергнуто. По большому счёту в 1942 году в германском военно-морском флоте не было никакой специальной службы малых сил, аналогичной итальянской, японской или даже английской. Командир итальянской диверсионной 10-й флотилии Боргезе летом 1942 года посетил базу немецких боевых пловцов близ Бранденбурга (на тот момент входивших в состав диверсионных сил военной контрразведки), и отозвался о их морской подготовке достаточно нелестно, сказав, что немцы лишь в самом начале пути, у них нет ничего, что могло бы иметь хоть какое-то сравнение с итальянским вооружением и они тратят время на детские эксперименты, давно отвергнутые в Италии. Но при этом он высоко оценил общую диверсионную подготовку. По результатам поездки немцы и итальянцы достигли соглашения о том, что итальянская 10-я флотилия примет несколько немецких курсантов для подготовки.
Но кардинально ситуация начала меняться на рубеже 1942—1943 годов. Карл Дёниц, новый командующий кригсмарине, находясь под впечатлением от действий итальянских и британских боевых пловцов, в частности от операции коммандос в Сен-Назере, и будучи обеспокоенным возрастающими потерями флота, задумался о создании специальной службы, по образцу английской. «Чтобы построить линкор, — сказал он, — нам нужно четыре года. А на производство десятка одноместных торпед — всего четыре дня. Это очень существенно». На создание специальной службы повлиял и общий ход войны: нехватка ресурсов для строительства кораблей (тем более учитывая тот факт, что ресурсы в приоритетном порядке поступали на нужды сухопутных войск и люфтваффе), невозможность ввиду бомбардировок строительства крупных кораблей на верфях и возможно основным фактором стал тот, что угроза высадки союзников в Европе становилась всё более реальной. Командованием морским флотом был разработан сценарий высадки, согласно которому создание и расширение вражеских плацдармов признавалось неизбежным, ввиду подавляющего перевеса войск союзников в численности и вооружении и полного господства в воздухе над плацдармами. Таким образом,  был сделан вывод, что единственным результативным способом продолжения боевых действий станет прекращение снабжения плацдармов.  В свою очередь, перерезать линии снабжения возможно было только используя подводные силы флота. Лодки-малютки, которые плохо поддавались обнаружению, действуя в прибрежной зоне, могли бы нанести урон транспортам и портовым сооружениям противника. Такие лодки имели ещё одно преимущество: они могли быть быстро переброшены железной дорогой к месту высадки, в какой части побережья она бы ни произошла.
30 января 1943 года Карл Дёниц выступил на совещании высшего командного состава флота, где озвучил основные положения о создании нового специального подразделения. В числе первых задач, которые необходимо было решить были названы:
- разработка и создание отвечающей требованиям субмарины-малютки по английскому образцу и её дальнейшее использование в точечных индивидуальных целях;
- разработка и создание нескольких моделей торпедных катеров различного назначения, включая создание катеров-торпед, гружёных взрывчаткой по итальянским образцам;
- подготовка и тренировка специальных сил, которые посредством управляемых торпед и мини-субмарин, будут уничтожать как вражеские суда, так и береговые объекты[4].

Тогда же впервые и прозвучало название подразделения K-Verbande.
Дёниц хотел поручить организацию подразделения вице-адмиралу Хельмуту Хейе. Командующий кригсмарине хотел видеть Хельмута «Маунтбеттеном немецкого военно-морского флота». Однако Дёница убедили, что Хельмут принесёт больше пользы на своём текущем посту, и вместо него был назначен вице-адмирал Вейхольд, который занялся организационными и теоретическими вопросами.
Весной 1943 года военно-морскому атташе Германии в Токио контр-адмиралу Веннеке была поставлена задача получить подробную информацию о японской сверхмалой подводной лодке Ko-hyoteki. Японцы неохотно согласились сотрудничать, и Веннеке смог передать в Берлин ответы лишь на часть из поставленных перед ним 46 вопросов.
Но фактически до конца 1943 года было мало что сделано. Вейхольду не удалось добиться сотрудничества между флотом, министерством вооружений и боеприпасов и промышленностью, которые должны были разработать и поставить в подразделение специальное вооружение и оборудование. Развитие подразделения подстегнула удачная операция британских коммандос, проведённая 21 сентября 1943 года, в результате которой был выведен из строя линкор Tirpitz. В декабре 1943 года задача формирования отряда была поручена Хейе Хельмуту (официально назначен на должность лишь в апреле 1944, а до этого продолжал совмещать командование отрядом со службой в штабе кригсмарине).
Хельмуту в помощь был выделен корветтенкапитан Фрауэнгейм, затем сам Хельмут вызвал на службу из резерва капитан-лейтенанта Михаэля Опладена и перевёл к себе корветтенкапитана Ханса Бартельса. Именно они на рубеже 1943—1944 годов набрали первых тридцать человек и разбили казарму в бараке на побережье Балтийского моря близ Хайлигенхафена. Адмирал Хельмут затребовал для себя широкие полномочия, включая переговоры с руководителями промышленности, и сумел быстро найти общий язык.
17 января 1944 года в место дислокации лагеря были доставлены две трофейные английские лодки-малютки, захваченные в Норвегии. Они были опробованы и на их базе были изготовлены первые минисубмарины «Хехт» (нем. Hecht, щука). В марте 1944 года были проведены испытания управляемой человеком торпеды, названной «Негер» (нем. Neger, негр) изготовленной на базе торпеды G7e.
К весне 1944 года подразделение «К» расширилось. Штаб соединения расположился в курортном городке Тиммердорферштранде и условно назывался «Береговой участок». Добровольцы направлялись в Любек («Каменный участок»), а оттуда отобранные военнослужащие направлялись в отряды. Один из них, например, располагался на берегу реки Траве между Любеком и Штулупом («Голубой участок»). Позднее возникли и другие участки, так, 15 мая 1944 года в Шёнеберге (Мекленбург) возник научно-исследовательский центр «Кабинетный участок».
Весной 1944 года в соединение прибыло техническое оснащение, что позволило сформировать три первых морских штурмовых отряда (MEK от нем. Marine Einzatz Kommando): 60-й (командир оберлейтенант резерва Принцхорн), 65-й (оберлейтенант цур зее Рихард) и 71-й (оберлейтенант резерва Вальтерс). Каждый отряд состоял из 23 человек, включая командира. В распоряжении отряда было 15 автомобилей (в их числе 3 рации на колёсах, 2 амфибии, 1 кухня). Отряд был обеспечен запасами продовольствия на 6 недель ведения автономных боевых действий.
Боевое крещение созданного соединения состоялось в ночь с 20 на 21 апреля 1944 года в районе Анцио.

## Вооружение

### Торпедные катера

#### «Хидра»
«Хидра» (нем. Hydra — гидра) — наиболее удачный торпедный катер, стоявший на вооружении K-Verband. Первый проект катера, основанный на разработках люфтваффе, был представлен 13 июня 1944 года, 25 августа 1944 года были проведены испытания катера, 19 сентября 1944 года катер был утверждён для серийного производства и 4 декабря 1944 года был подписан контракт на изготовление 50 судов этого типа.
Основным вооружением катера были две торпеды F5b, которые находились на вооружении торпедоносцев люфтваффе. Кроме того, в 1945 году на катер был установлен пулемёт. Экипаж катера состоял из двух человек. Авиационный двигатель катера Hispano-Suiza 12 мощностью в 650 лошадиных сил позволял развивать максимальную скорость в 36 узлов (~ 67 километров в час). Первоначальная вместимость топливного бака в 1100 литров и увеличенная в декабре 1944 года до 1400 литров,  позволяла на одной заправке преодолеть 370 морских миль на скорости в 25 узлов или 160 миль на скорости в 36 узлов. В конце войны на катер стали устанавливать 1000-сильный двигатель Rolls-Royce.
Зимой 1944-1945 годов были проведены сравнительные испытания катеров, где «Хидра» была признана лучшей по мореходным качествам и бесшумности, а по возможностям транспортировки воздухом была вне конкуренции из-за своих габаритов.

#### «M.T.S.M.»
«M.T.S.M.» (итал. Motoscafo da Turismo Silurante Modificato — модифицированный быстроходный торпедный катер) — итальянский торпедный катер, который использовался кригсмарине в 1945 году. Является продолжением серии катеров MTS, отличаясь от них усиленным килем и более острым носом. На катер были установлены два двигателя Alfa-Romeo, который позволяли катеру достигать максимальной скорости в 34 узла. Экипаж состоял из двух человек, вооружённых для самообороны личным оружием. Вооружение катера состояло как правило из одной четырёхсоткилограммовой торпеды и двух глубинных бомб, но были и модификации с двумя торпедами вместо бомб. Катер, обладая небольшой осадкой, предназначался для действий в мелководье.

#### «M.T.S.M.A.»
«M.T.S.M.A.» (итал. Motoscafo da Turismo Silurante Modificato Allargato — быстроходный торпедный катер увеличенных размеров) — следующая модификация катера M.T.S.M., отличался увеличенными размерами (длиной 8,8 метра против 8,4 метров, шириной 2,32 метра против 2,2 метров). Соответственно, обладал меньшей скоростью, развивая 29 узлов. Использовался в конце войны, по большей части не по прямому назначению, а для тайной высадки диверсионных групп и агентов на побережье.

#### «M.T.L.»
«M.T.L.» (итал. Motoscafo Turismo Lento — медленный торпедный катер) — итальянский торпедный катер, выпущен лишь в двух экземплярах. Предназначался для перевозки двух торпед и четырёх военнослужащих. Был оборудован двумя двигателями: внутреннего сгорания и электрическим. На первом катер мог передвигаться со скоростью 5 узлов, на втором только 4 узла. Один из таких катеров участвовал в диверсионной операции на Мальте в июле 1941 года, а второй в 1944 году попал в распоряжение K-Verband и использовался им.

#### «Зеедрахе»
«Зеедрахе» (нем. Seedrache — морской дракон) — прототип торпедного катера, катамаран.  Весной 1945 года он был разработан на базе «Хидры», путём соединения её двух корпусов. Отличался тем, что во-первых, мог нести четыре торпеды F5b, а во-вторых тем, что на нём был установлен водомёт Pulso-Schubrohr Argus-As-014. Катер развивал скорость до 60 узлов (~ 111 километров в час), но на такой скорости был неустойчив и в серию не пошёл.

#### «Валь»
«Валь» (нем. Wal — кит) — прототип торпедного катера, был представлен в трёх модификациях. Первая модификация лета 1944 года представляла собой полностью стальную лодку с двумя специально разработанными 320-килограммовыми торпедами (стандартные F5b оказались слишком тяжёлыми). Катер достигал скорости в 39 узлов с торпедами и 42 узла без них. Кроме торпед экипаж катера располагал пулемётом и двумя ракетными установками калибра 86 мм , которые снабжались как боевыми ракетами, так осветительными и дымовыми. Но проект был отклонён в связи с сомнительными мореходными качествами. Второй прототип стал длиннее, на него был поставлен самолётный двигатель мощностью 700 лошадиных сил, что позволило увеличить скорость ещё на 4 узла. Несмотря на то, что сомнений в мореходных качествах уже не было, снова последовал отказ, со ссылкой на недостаток стали. Третий прототип был деревянный. Экипаж был увеличен до 3-4 человек. Скорость катера с 600-сильным двигателем была 35 узлов с торпедами и 38 без них. Установка 800-сильного двигателя увеличила скорость до 39 и 42 узлов соответственно. Но в сравнительных испытаниях «Валь» уступил «Хидре» и в серию не пошёл.

#### «Шлиттен»
«Шлиттен» (нем. Schlitten — сани) — прототип торпедного катера, был представлен в двух модификациях. Первая модификация начала лета 1944 года представляла собой стальной (из четырёх штампованных листов) глиссер, вооружённый двумя торпедами G7a. Экипаж состоял из одного человека. На катере был установлен слабый 90-сильный двигатель и катер достигал скорости всего в 12 узлов с торпедами. Поэтому на второй прототип был установлен самолётный двигатель BMW, мощностью в 600 лошадиных сил. Это вынудило ввести в экипаж второго человека, что в свою очередь позволило поставить на катер пулемёт. Обновлённый прототип достигал скорости в 48 узлов без торпед. Однако на испытаниях предпочтение было отдано «Хидре». Немаловажным фактором также стала нехватка авиационных двигателей.

#### «Кобра»
«Кобра» (нем. Kobra — кобра) — прототип торпедного катера. Был представлен летом 1944 года. Был вооружён одной торпедой типа F5a. В отличие от остальных прототипов, запуск торпеды осуществлялся с кормы, из аппарата, расположенного между двух двигателей. В серию не пошёл.

#### Иные прототипы
Помимо указанных катеров для K-Verband были разработаны 6 прототипов торпедных катеров, с экипажем от 3 до 8 человек, со скоростью до 60 узлов. Все они в качестве основного вооружения несли две торпеды F5b. В связи с окончанием войны все разработки были закончены.

### Мини-субмарины
| Мини-субмарины соединения «K» |                      |                       |                             |
| «Хехт» (с мая 1944)           | «Бибер» (с мая 1944) | «Мольх» (с июня 1944) | «Зеехунд» (с сентября 1944) |
| «Хехт»                        | «Бибер»              | «Мольх»               | «Зеехунд»                   |

#### «Хехт»
«Хехт» (нем. Hecht — щука) — сверхмалая подводная лодка немецких подводных сил. Экипаж лодки два человека; в качестве основного вооружения лодка несла одну торпеду класса G7 или одну морскую мину.  Лодка была оборудована только электродвигателем, который позволял лодке развивать 4 узла при дальности хода в 79 морских миль. Конструкция лодки оказалась неудачной, она практически не применялась в боевых действиях, и использовалась для подготовки личного состава.

#### «Бибер»
«Бибер» (нем. Biber — бобр) — сверхмалая подводная лодка немецких подводных сил. Экипаж лодки один человек; в качестве основного вооружения лодка несла две торпеды класса G7. На лодку был установлен 2,5-литровый бензиновый двигатель Opel (предназначавшийся для одной из модификаций Opel Blitz) и электродвигатель, которые позволяли лодке развивать 6,5 узлов над водой и 5,3 узла под водой соответственно. Выпущена в количестве 324 штук. Имевшиеся «Биберы» были сведены в 9 флотилий. Лодка по ряду причин оказалась неудачной, соответственно её боевое применение также не принесло результатов, и напротив, принесло потери.

#### «Мольх»
«Мольх» (нем. Molch — тритон) — сверхмалая подводная лодка немецких подводных сил. Экипаж лодки один человек; в качестве основного вооружения лодка несла две торпеды класса G7. Лодка была оборудована только электродвигателем, который позволял лодке развивать 5 узлов при дальности хода в 40 морских миль, соответственно и применение лодки предполагалось в прибрежной зоне. Из-за низких мореходных качеств использовалась ограниченно, а после нескольких неудачных попыток, была переведена в учебные.

#### «Зеехунд»
«Зеехунд» (нем. Seehund — тюлень) — сверхмалая подводная лодка немецких подводных сил, самая удачная конструкция сверхмалых лодок не только Германии, но и вообще времён Второй мировой войны. Разработана на основе лодки «Хехт».  Экипаж лодки составляли два человека; в качестве основного вооружения лодка несла две торпеды класса G7. На лодку был установлен 60-сильный дизельный двигатель Büssing и электродвигатель AEG, которые позволяли лодке развивать 7,7 узлов над водой и 6 узлов под водой соответственно. Лодка могла пройти в автономном плавании 300 миль над водой и 63 мили под водой; погружалась на глубину до 50 метров, при этом глубины в 5 метров могла достичь с поверхности за 4 секунды.   Выпущена в количестве 285 штук. Использовалась в 1945 году.

#### «Дельфин»
«Дельфин» (нем. Delphin — Дельфин) — прототип сверхмалой подводной лодки третьего рейха. По существу, прототип представлял собой управляемую торпеду. Предполагалось, что лодка на большой скорости (а она развивала под водой скорость до 18 узлов, приблизительно 34 километра в час) должна была сблизиться с противником, после чего водитель лодки должен был её покинуть, а лодка с 1200 килограммами взрывчатки взорваться при соприкосновении с бортом корабля. Было построено лишь три экземпляра, в боях не принимавших участия.

#### «Швертваль»
«Швертваль» (нем. Schwertwal — косатка) — прототип сверхмалой подводной лодки третьего рейха, охотник за вражескими подводными лодками. Ещё один проект сверхмалой скоростной подводной лодки. Скорость оборудованной турбинами лодки должна была достигать 30 узлов, она должна была быть вооружена двумя новыми акустическими торпедами серии G7. Был построен лишь один опытный образец.

#### «Зеетойфель»
«Зеетойфель» (нем. Seeteufel  — морской чёрт) — оригинальный прототип сверхмалой подводной лодки с гусеничным движителем, лодка-амфибия. Лодка на дизеле, под управлением экипажа из двух человек, должна была спускаться в воду на гусеницах с любого места берега, и далее двигаться к судам противника посредством гребного винта от электродвигателя. Предполагалось её вооружение двумя торпедами, а также пулемётом или огнемётом. Опытный образец выявил недостатки (узкие гусеницы, слабый двигатель), и образец был отправлен на доработку, которой помешало окончание войны.

### Пилотируемые торпеды

#### «Негер»
«Негер» (нем. Neger — негр) — торпеда, управляемая человеком. Конструктивно представляла собой соединённые две торпеды G7е, в одной из которых, верхней, вместо запаса взрывчатого вещества, располагалась кабина пилота. «Негер» двигался по поверхности воды, при постановке на курс пилот запускал боевую торпеду, а сам возвращался на ведущей торпеде. «Негер» мог двигаться со скоростью 4 узла и при такой скорости способен был преодолеть 48 морских миль.

#### «Мардер»
«Мардер» (нем. Marder — куница) — усовершенствованный образец торпеды «Негер». Отличался от прототипа наличием балластной ёмкости, которая позволяла погружаться торпеде на глубину до 10 метров, что сближало торпеду с мини-субмариной. В остальном повторяла торпеду «Негер». Несколько увеличившиеся габариты уменьшили радиус действия до 35 морских миль.

#### «SLC»
«SLC» (итал. siluro a lenta corsa — тихоходная торпеда) или «Майале» (итал. maiale — поросёнок)  — итальянская человекоуправляемая торпеда. Экипаж торпеды составлял два человека, сидевших верхом на торпеде Максимальная скорость торпеды составляла 4,5 узла. Доставлялась к месту проведения операции лодкой-носителем, откуда скрытно подбиралась к стоящему судну противника и крепилась к килю, после чего начинал работать часовой механизм.

#### «Хай»
«Хай» (нем. Hai — акула) — прототип усовершенствованной торпеды «Мардер». Отличался от прототипа большей длиной управляемой части, что позволило разместить больший запас батарей, что в свою очередь позволило бы увеличить скорость до 20 узлов в подводном положении (во время атаки). Радиус действия при крейсерской скорости в 3 узла составлял бы до 63 морских миль. Однако дальше прототипа дело не пошло.

### Взрывающиеся катера

#### «Линзе»
«Линзе» (нем. Linse — чечевица) — единственный взрывающийся катер, катер-брандер германских вооружённых сил. Разработка катера началась ещё в 1942 году, и в апреле 1944 года первые катера поступили на вооружение K-Verband. Представлял собой катер, водоизмещением 1,8 — 1,85 тонн, длиной в зависимости от модификации от 5,5 до 5,98 метра, шириной от 1,58 до 1,75 метра, высотой борта от 65 до 80 сантиметров и гружёный взрывчатым веществом от 300 до 480 килограммов. На катер был установлен мотор Ford V-8 мощностью в 95 лошадиных сил, который позволял развивать максимальную скорость до 33 узлов. При крейсерской скорости в 15 узлов, в зависимости от модификации катер мог пройти 80-100 морских миль. Экипаж «Линзе» состоял из одного человека. На катере также мог устанавливаться пулемёт и устройства для постановки дымовой завесы. Боевое применение катера было следующим: на задание отправлялись три катера, два боевых и один катер управления. Боевые катера подходили к цели на расстояние около 300 метров, вставали на курс, после чего водитель катера покидал его, а дальнейшее управление катером происходило по радио. После того как боевые катера нашли цель (или прошли мимо), катер управления подбирал водителей с воды и отправлялся в обратное плавание.

### Иное вооружение
Костюм боевого пловца для боевых операций в воде представлял собой резиновый костюм, толщиной в 3 миллиметра. Костюм был раздельный: брюки и верхняя часть; брюки были объединены с сапогами, а верхняя часть с перчатками и капюшоном. На запястьях и лодыжках были гибкие манжеты. Обе части скреплялись резиновой лентой.  Под костюм пловец надевал белое шерстяное бельё, зимой для дополнительной теплоизоляции два комплекта. Костюм для действий на суше дополняла чёрная или тёмно-зелёная шерстяная шапка и камуфляжный комбинезон. Лицо зачернялось жирным чёрным кремом и дополнительно могло маскироваться сеткой. В оснащение боевого пловца входили нож, компас, часы с глубиномером, ласты, пояс для погружения и компактный водолазный аппарат, который использовался на заключительной стадии операции.
Боевые пловцы K-Verband вооружались для действий на суше обычным пехотным оружием, дополненным различными видами мин для диверсионных операций. Под водой боевые пловцы пользовались минами и пакетами взрывчатки. Диверсионная мина первого типа была обычной, круглой, второго и третьего типов были мини-торпедами. Они представляли собой алюминиевый цилиндр с взрывчатым веществом (массой до 1000 килограммов). Посредством газа (как правило, аммиака) обеспечивалась минимальная отрицательная плавучесть (30-40 граммов), таким образом, торпеда могла держаться чуть ниже поверхности воды и легко могла быть отбуксирована боевыми пловцами. Обычно такую мину-торпеду буксировало под водой трое пловцов, два из которых собственно придавали торпеде движение, а третий корректировал сзади курс торпеды. По прибытии на место нажималась кнопка затопления торпеды, после этого — кнопка взвода часового механизма. Пакеты взрывчатки Muni-Paket весил 600 килограммов, Nyr-Paket 1600 килограммов. Кроме того, в распоряжении пловцов были мини-мины, весом всего в 7,5 килограммов, в форме мины для миномёта.

### Производство основного вооружения
| Производство вооружения |         |         |         |         |         |         |         |         |         |         |         |         |       |
| Вооружение              | 05/1944 | 06/1944 | 07/1944 | 08/1944 | 09/1944 | 10/1944 | 11/1944 | 12/1944 | 01/1945 | 02/1945 | 03/1945 | 04/1945 | Всего |
| Мольх                   | –       | 3       | 8       | 125     | 110     | 57      | –       | 28      | 32      | –       | –       | –       | 363   |
| Бибер                   | 3       | 6       | 19      | 50      | 117     | 73      | 56      | –       | –       | –       | –       | –       | 324   |
| Хехт                    | 2       | 1       | 7       | 43      | –       | –       | –       | –       | –       | –       | –       | –       | 53    |
| Зеехунд                 | –       | –       | –       | –       | 3       | 35      | 61      | 70      | 35      | 27      | 46      | 8       | 285   |
| Линзе                   | 36      | –       | 72      | 144     | 233     | 385     | 222     | 61      | 37      | 11      | –       | –       | 1201  |
| MTM                     | –       | 10      | 45      | –       | 50      | 58      | 50      | 52      | 83      | –       | –       | –       | 348   |
| SMA                     | 1       | 16      | 3       | 4       | 3       | 7       | 6       | 7       | 16      | –       | –       | –       | 63    |
| Хидра                   | –       | –       | –       | –       | –       | –       | –       | –       | 13      | 11      | 9       | 6       | 39    |
| Всего                   | 42      | 36      | 154     | 366     | 516     | 615     | 395     | 218     | 216     | 49      | 55      | 14      | 2676  |

## Организация
Соединение «К» возглавлялось его командиром вице-адмиралом Хельмутом Хейе, начальником штаба был фрегаттенкапитан Фриц Фрауэнхейм. Штаб состоял из нескольких офицеров, в частности включал в себя начальника оперативного отдела, личного советника командира, начальника научного отдела, начальника тыла, уполномоченного НСДАП, офицера пресс-службы и других. Командиру подчинялся также отдел подбора персонала и кадров и штаб квартирмейстера.
Территориально в структуре K-Verband были также созданы штаб «Запад» (Вильгельмсхафен), штаб «Север» (Осло), штаб «Скагеррак», штаб «Голландия» и штаб «Юг» (Италия).
Основным звеном соединения «К» были учебные команды, в состав которых входили специализированные флотилии «К» (нем. K-Flottille), которые использовали те или иные средства вооружения. Кроме того, отдельно существовали диверсионно-штурмовые отряды или M.E.K. (от нем. Marine Einzatz Kommando), аналогичные британским коммандос. Часть и тех и тех подразделений были сведены в шесть «К»-дивизий (нем. K-Division). Кроме того, в структуру K-Verband входили ещё некоторые подразделения.

### Структура
| Подразделение                                        | Вооружение (персонал, деятельность)                    | Дислокация                              | Флотилии                                                        |
| ---------------------------------------------------- | ------------------------------------------------------ | --------------------------------------- | --------------------------------------------------------------- |
| Штаб соединения                                      | -                                                      | Тиммендорфер-Штранд                     | -                                                               |
| Lehrkommando 200                                     | Катера «Линзе»                                         | Варен и Плён                            | K-Flottille №№ 211—221 (или флотилии катеров-брандеров №№ 1-11) |
| Lehrkommando 250                                     | Мини-субмарины «Бибер»                                 | Любек                                   | K-Flottille №№ 261—270 (или флотилии «Биберов» №№ 1-9)          |
| Lehrkommando 300                                     | Мини-субмарины «Зеехунд»                               | Нойштадт-ин-Хольштайн и Вильгельмсхафен | K-Flottille №№ 312—314 (или флотилии «Зеехундов» №№ 1-3)        |
| Lehrkommando 350                                     | Торпеды «Негер» и «Мардер»                             | Торпедная база Сурендорф                | K-Flottille №№ 361—366 (или флотилии «Мардеров» №№ 1-6)         |
| Lehrkommando 400                                     | Мини-субмарины «Хехт» и «Мольх»                        | Торпедная база Сурендорф                | K-Flottille №№ 411—417 (или флотилии «Мольхов» №№ 1-7)          |
| Lehrkommando 600 (вскоре 601)                        | Катера «М.T.M.», «М.T.M.S.A.», «М.A.S.»                | Сесто-Календе                           | K-Flottille №№ 611—613 (или флотилии торпедных катеров №№ 1-3)  |
| Lehrkommando 602                                     | Катера «М.T.M.», «М.T.M.S.A.», «М.A.S.»                | Стреза                                  | -                                                               |
| Lehrkommando 700                                     | Боевые пловцы                                          | Вальданьо, с октября 1944 Лист          | -                                                               |
| Lehrkommando 701                                     | Боевые пловцы                                          | о. Сан-Джорджо с октября 1944 Лист      | -                                                               |
| Lehrkommando 702                                     | Боевые пловцы из состава СС                            | Школа юнкеров SS в городе Бад-Тёльц     | -                                                               |
| Lehrkommando 704                                     | Боевые пловцы                                          | Вальданьо, с октября 1944 Лист          | -                                                               |
| Lehrkommando 800                                     | Береговой обслуживающий персонал и подразделения связи | неизвестно                              | -                                                               |
| Исследовательский центр нем. Wissenschaftlicher Stab | Подготовка документации, карт, оборудования и пр.      | Шёнберг                                 | -                                                               |
| Школа водителей нем. Kraftfahrausbildung             | Водители мини-субмарин «Мольх»                         | Любек                                   | -                                                               |
| Школа MEK нем. M.E.K.-Ausbildung                     | Базовая пехотная подготовка штурмовых отрядов          | Бад-Зюльце                              | -                                                               |
| Группа АА нем. Gruppe AA                             | Неизвестно                                             | Куксхафен                               | -                                                               |
| M.E.K. 40                                            | Обучение боевых пловцов                                | о. Альс                                 | -                                                               |

### Диверсионно-штурмовые подразделения
| M.E.K.                                                                       | Район действия            |
| ---------------------------------------------------------------------------- | ------------------------- |
| M.E.K. «Чёрное море» нем. Schwarzes Meer Создана была ещё в структуре абвера | Восточный фронт           |
| M.E.K. 20                                                                    | Южный фронт               |
| M.E.K. 30                                                                    | Северный фронт (Норвегия) |
| M.E.K. 35                                                                    | Северный фронт (Норвегия) |
| M.E.K. 40                                                                    | Северный фронт (Дания)    |
| M.E.K. 60                                                                    | Западный фронт            |
| M.E.K. 65                                                                    | Западный фронт            |
| M.E.K. 71                                                                    | Юго-Восточный фронт       |
| M.E.K. 75                                                                    | неизвестно                |
| M.E.K. 80                                                                    | Юго-Западный фронт        |
| M.E.K. 85                                                                    | Восточный фронт           |
| M.E.K. 90                                                                    | Юго-Восточный фронт       |
| M.E.K. z.b.V                                                                 | неизвестно                |
| M.E.K. «Werschetz»                                                           | неизвестно                |

### К-дивизии
| 1. K-Division | 2. K-Division | 3. K-Division |
| --- | --- | --- |
| - Место дислокации: Норвегия (Нарвик, о. Энгелёй , Ульвик, Бренвик, Харстад) - Состав - K-Flottille 1/265; - K-Flottille 2/265; - K-Flottille 1/215; - K-Flottille 3/362; - M.E.K. 35. | - Место дислокации: Норвегия (Тронхейм, Кристиансунн, Молде, Сельвенес, Намсус) - Состав - K-Flottille 1/267; - K-Flottille 2/267; - K-Flottille 1/216; - K-Flottille 2/216; - M.E.K. 30. | - Место дислокации: Норвегия (Берген, Холлен/Тангвалл, Танген, Сула, Фальтой, Хердла, Крокейдет) - Состав - K-Flottille 1/263; - K-Flottille 2/263; - K-Flottille 415; - K-Flottille 2/215; - K-Flottille 1/362; - K-Flottille 2/362. |

| 4. K-Division                                                                                           | 5. K-Division                                                                                    | 6. K-Division |
| --- | ------------------------------------------------------------------------------------------------ | --- |
| - Место дислокации: Норвегия (Осло, Ставерн, Магеро) - Состав - K-Flottille 1/366; - K-Flottille 2/366. | - Место дислокации: Нидерланды - Состав - K-Flottille 312; - K-Flottille 313; - K-Flottille 314; | - Место дислокации: Адриатика - Состав - K-Flottille 411; - K-Flottille 612; - K-Flottille 613; - M.E.K. 71; - U-Flottille CBs (Итальянские ВМС) |

## Личный состав
Личный состав K-Verband набирался исключительно из добровольцев разных родов войск и зачислялся в состав военно-морских сил. Для поисков добровольцев создавались специальные рекрутинговые команды. При этом изначально, по распоряжению Дёница, в K-Verband было запрещено набирать военнослужащих подводного флота кригсмарине, но в 1945 году это распоряжение было отменено. Все поступавшие в подразделение отбирались сначала по личным качествам и затем происходил отсев в результате весьма жёстких тренировок. Каждый зачисленный в подразделение подписывал обязательство о сохранении строжайшей тайны, службу без увольнений и отпусков, разрыв всех связей с «гражданской средой», в том числе обязательство не сообщать ничего о себе даже родным, если того потребует служба. Подготовка будущих «коммандос» проводилась по нескольким направлениям. Пехотная и подрывная подготовка проводилась инструкторами-пехотинцами и инструкторами инженерных войск, которые имели опыт боёв на Восточном фронте (то есть, по общему мнению, преодолевшие самое трудное, что могло быть в войне). Затем проводились занятия по гимнастике, плаванию и джиу-джитсу, авто- и радиоделу, обеспечивалась водолазная подготовка, проводились занятия по изучению языков вероятных противников. Подготовка была очень жёсткой. Так, например, один из морских диверсантов вспоминал:

«Наша группа держала так называемый „экзамен мужества“ по методу Опладена. Нас, человек восемь — десять, выводят на открытую местность и приказывают лечь на землю головой к центру воображаемого круга диаметром 4 метра. Затем в центре устанавливается ручная граната, из которой выдёргивается предохранительная чека. Мы считаем секунды. Раздаётся взрыв, и осколки летят над нами… Ах да, я забыл сказать, что на нас, конечно, были стальные шлемы. И всё же…»— 
Количество личного состава в соединении на этапе планирования определялось в 17 402 человека (794 офицера и 16 608 унтер-офицеров и рядовых). Однако в личных делах военнослужащих не ставилось каких-либо отметок о службе в K-Verband, в связи с этим точное количество военнослужащих соединения посчитать тяжело. Приводятся общие данные, согласно которым количество военнослужащих K-Verband к концу войны составляло от 10 000 до 16 000 человек, включая наземные, обеспечивающие, исследовательские службы, преподавательский и инструкторский состав. Из этого состава приблизительно 2 500 человек были водителями управляемых торпед или мини-субмарин (250 человек) и приблизительно 450 боевых пловцов.
Для личного состава были созданы возможно наилучшие бытовые условия службы, так, отмечалось, что рацион (паёк) военнослужащих был лучшим в германских вооружённых силах.
В коллективе K-Verband поддерживался товарищеский дух: военнослужащие часто не носили знаков различия и вообще довольно свободно относились к установленной униформе. Сплочённость подразделения была весьма высока: так, экипаж катера управления катерами-брандерами «Линзе» никогда не возвращался на базу, не подобрав экипажи боевых катеров. Поскольку атаки такими катерами проводились ночью, то экипаж катера управления продолжал поиски до утра, а с восходом солнца, как правило, уничтожался вражеской авиацией . Единственным наказанием, которое применялось в K-Verband, было исключение из состава соединения.
Между тем, служащие K-Verband, несмотря на очень большие потери в сравнении с другими родами войск, никогда официально не были смертниками. Адмирал Хейе всегда подчёркивал, что каждый боец перед операцией должен иметь уверенность в том, что его шансы выжить высоки, и что им всегда следует выбирать плен, а не героическую смерть. Хейе отмечал, что вполне возможно, что «в наших людях есть и готовность умереть, и духовные силы для этого. Но я придерживался и придерживаюсь того мнения, что это недопустимо для цивилизованных белых народов… У европейцев нет религиозного фанатизма, который бы оправдывал такие акты; у них нет примитивного презрения к смерти…». Однако в неофициальной обстановке бойцы K-Verband нередко назывались «камикадзе» или иными, схожими по смыслу терминами. Тому были и подтверждения: так, 10 моряков из K-Flottille 361, флотилии человекоуправляемых торпед «Мардер», заявили, что они не собираются оставлять торпеду так, как это предписано руководством, а будут направлять её на цель до момента взрыва. С задания не вернулся ни один человек, правда и результатов тоже не было никаких.
Репутация личного состава подразделения была исключительно высока. Так, в апреле 1945 года, Адольф Гитлер не доверяя больше Гиммлеру и подчинённым ему войскам СС, затребовал в рейхсканцелярию для своей личной охраны именно военнослужащих K-Verband. 27 апреля 1945 года 30 военнослужащих K-Verband вылетели в Берлин на Ju 52, однако самолёт не смог осуществить посадку ввиду сильного зенитного огня советских войск. 28 апреля 1945 года вылет был отменён по причине невозможности посадки на взлётную полосу изуродованную воронками. На 29 апреля 1945 года была назначена высадка парашютистов, но она тоже оказалась невозможной из-за сильной задымлённости. Самоубийство Гитлера 30 апреля 1945 года сделало ненужной эту операцию.
Личный состав награждался так же, как и личный состав других родов войск. Рыцарский крест  был вручён нескольким военнослужащим. Как обычная награда за потопление торгового судна или эсминца предполагался Немецкий крест в золоте, и награждения им производились неоднократно. На Железный крест 1-й или 2-й степени могли рассчитывать военнослужащие, принявшие участие в операции, пусть даже и безрезультатной. Военнослужащие 611-й K-флотилии в дополнение имели право носить нарукавную повязку 12-й танковой дивизии СС «Гитлерюгенд», которая отличалась от обычной лишь синим фоном. Это правило было введено после того, как шеф гитлерюгенд Артур Аксман во время военного парада в Дрездене торжественно вручил такую повязку командиру флотилии лейтенанту Ульриху, который присутствовал на параде.
Для военнослужащих K-Verband 30 ноября 1944 года была введена особая награда и одновременно знак принадлежности к подразделению. Знак был учреждён в семи степенях. Первые четыре представляли собой стилизованное изображение рыбы-пилы, окружённой канатом, завязанным морским узлом и расположенной на фоне меча или мечей в зависимости от степени. Эти знаки были выполнены жёлтой вышивкой на синем матерчатом круге и носились на правом плече. Три высшие степени награды изготавливались из металла, представляли собой значок-планку в виде рыбы-пилы на свёрнутом узлами канате. Эти награды носились на кителе выше остальных наград.
- 1-я степень (рыба-пила, окружённая канатом без мечей) вручалась всем военнослужащим соединения, прошедшим подготовку;
- 2-я степень (рыба-пила, окружённая канатом на фоне одного меча) вручалась военнослужащим соединения, принявшим участие в одной боевой операции;
- 3-я степень (рыба-пила, окружённая канатом на фоне двух мечей) вручалась военнослужащим соединения, принявшим участие в двух боевых операциях;
- 4-я степень (рыба-пила, окружённая канатом на фоне трёх мечей) вручалась военнослужащим соединения, принявшим участие в трёх боевых операциях;
- 5-я степень (бронзовый знак) вручалась военнослужащим соединения, принявшим участие в четырёх боевых операциях;
- 6-я степень (серебряный знак) вручалась военнослужащим соединения, принявшим участие в семи боевых операциях;
- 7-я степень (золотой знак) вручалась военнослужащим соединения, принявшим участие в десяти боевых операциях;

Награждение могло проводиться и не последовательно, так, военнослужащий, которому по статуту полагалась 5-я степень, мог быть за особые заслуги награждён сразу 7-й степенью. Общее количество награждений остаётся неизвестным.

## Боевая деятельность K-Verband
Боевое крещение K-Verband состоялось в ночь на 21 апреля 1944 года в море близ Анцио. Была предпринята попытка посредством управляемых торпед «Негер» нанести удар по судам противника, располагавшимся в Анцио. В целом, погода располагала, поверхность моря была спокойной, расстояние до стоянки судов по прямой не превышало девяти миль. После спуска торпед на воду, устранения неисправностей и т. п., осталось 17 боеготовых управляемых торпед. Однако результатом операции было потопление только двух небольших сторожевых кораблей и одного малого судна: все крупные суда накануне покинули гавань. Подразделение потеряло 3 человек; один из них отравился диоксидом углерода от работающего двигателя и противник смог поднять «Негер» в сохранности.
Следующей операцией управляемых торпед «Негер» стала атака судов противника на стоянках, захваченных им в ходе операции «Оверлорд». Она началась в первые дни июля 1944 года, в ночь на 6 июля 1944 года со специально построенных пирсов в курортном местечке Виллер-сюр-Мер стартовали первые 30 торпед «Негер». Из них обратно вернулись 11 торпед с пилотами и 3 пилота; 16 пилотов были потеряны (называются цифры от 9 до 16). В ночь на 8 июля 1944 года 11 вернувшихся и 9 остававшихся торпед были спущены на воду. Из результатов операций можно отметить потопление польского (незадолго до этого британского) лёгкого крейсера «Dragon», двух тральщиков HMS «Magic» и HMS «Cato», а также тяжёлые повреждения британскому фрегату HMS «Trollope». Всего потери союзников по антигитлеровской коалиции от этой операции оцениваются в шесть судов.

## Комментарии
1. ↑  Адмирал флота, граф Маунтбеттен с 27 октября 1941 по август 1943 года возглавлял Управление комбинированных операций, которому подчинялись коммандос, и много сделал для развития этого специального вида вооружённых сил.